# Spakenspanner

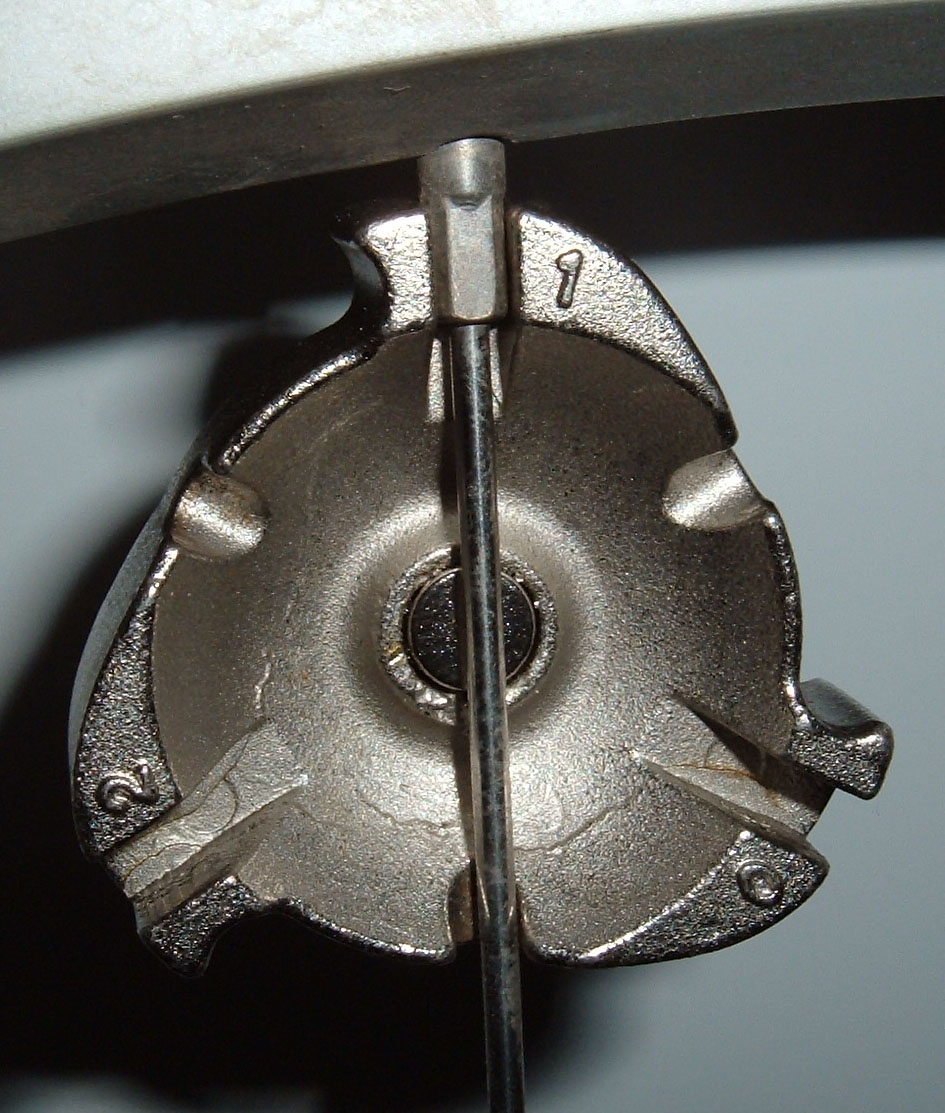
Spakenspanner die aangrijpt op een nippel van een spaak.

Een spakenspanner, spaaksleutel, nippelsleutel of nippelspanner is een stuk gereedschap waarmee de nippels van spaken van een fiets of bromfiets bijgedraaid kunnen worden. Met dit gereedschap kan een wiel gericht worden.
Tijdens het spannen is het zaak dat de lucht uit de band is, omdat er anders lekken in de binnenband kunnen ontstaan
De spakenspanner is veelal een rond of hoekig metalen schijfje met een omgebogen rand. In deze rand kunnen verschillende gleuven zitten, waarvan de maten overeenkomen met de maten van de nippels waarin de spaken zijn geschroefd. De werking komt overeen met die van een kleine steeksleutel, de vorm is echter aangepast op de beperkte ruimte tussen de spaken onderling.

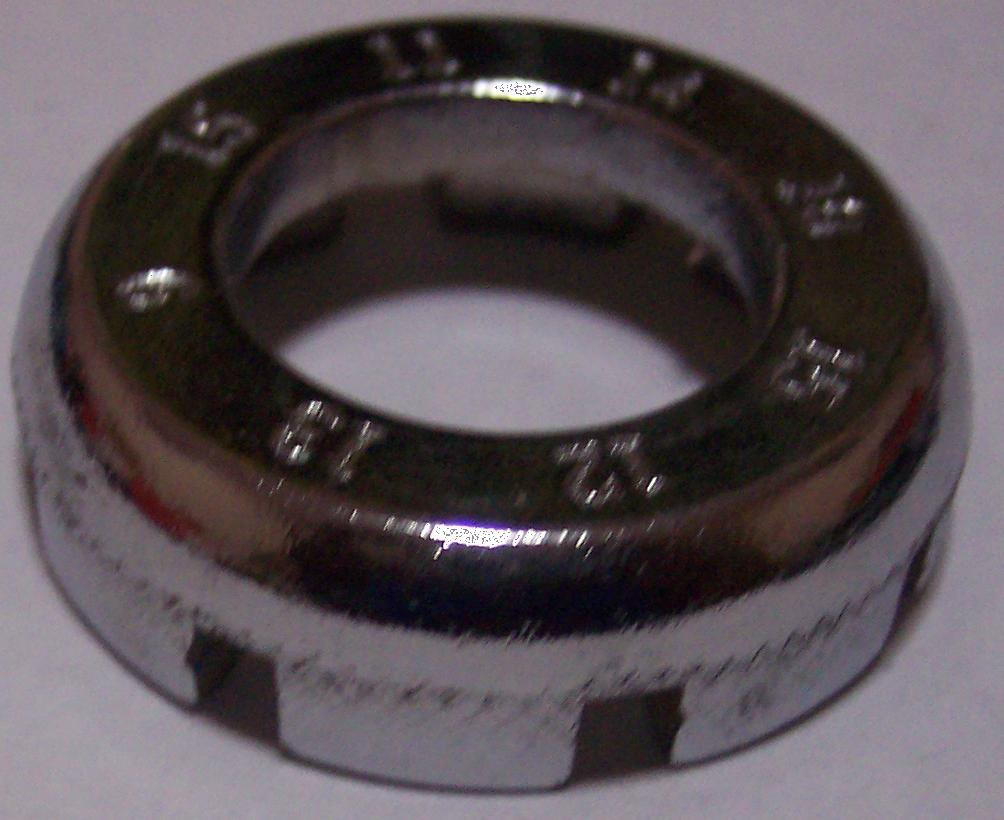
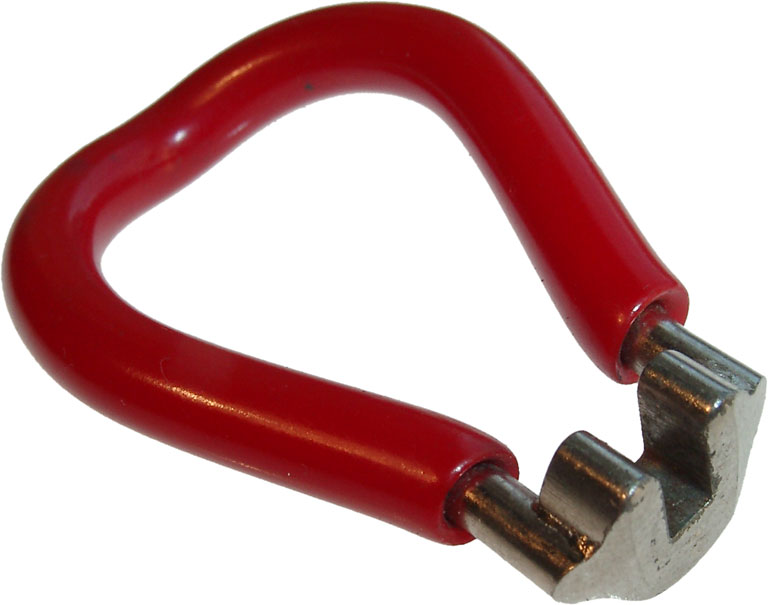
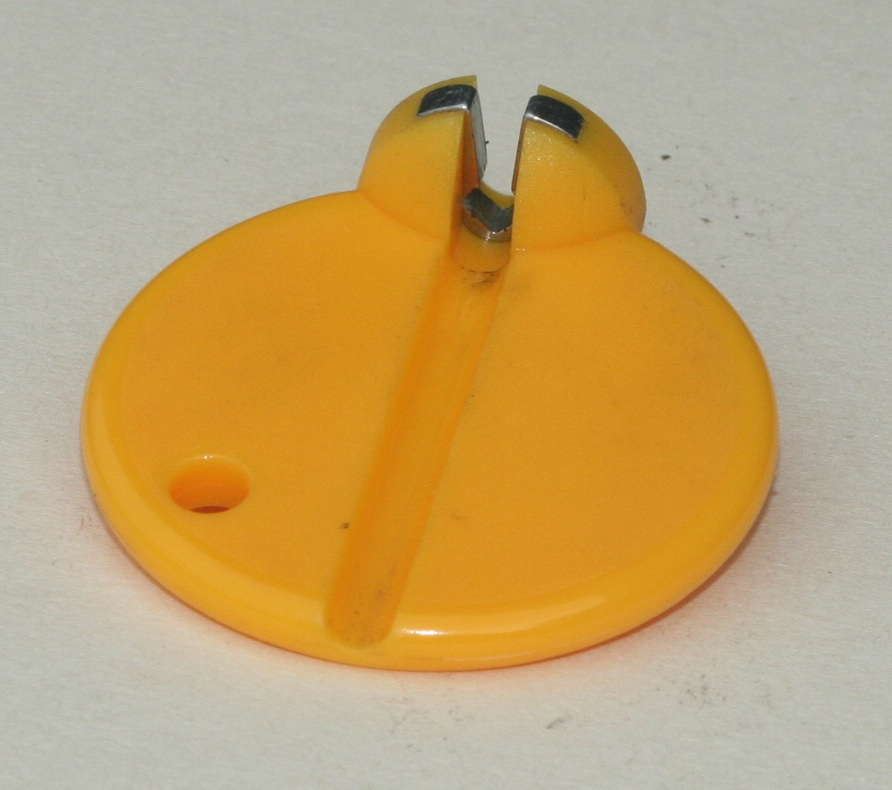